# 131-й меридіан західної довготи
131-й меридіан західної довготи — лінія довготи, що лежить на 131 градус західніше Гринвіцького меридіана. Вона проходить від Північного полюса через Північний Льодовитий океан, Північну Америку, Тихий океан, Південний океан та Антарктиду до Південного полюса.
131-й меридіан західної довготи формує велике коло разом із 49-тим меридіаном східної довготи.

## Список географічних об'єктів, що перетинає 131° зх. д.
Починаючи на Північному полюсі та рухаючись до Південного полюса, 131-й меридіан західної довготи проходить через:
| Координати                                                   | Країна, територія або море | Примітки |
| ------------------------------------------------------------ | -------------------------- | --- |
| 90°0′ пн. ш. 131°0′ зх. д. / 90.000° пн. ш. 131.000° зх. д.  | Північний Льодовитий океан | |
| 75°8′ пн. ш. 131°0′ зх. д. / 75.133° пн. ш. 131.000° зх. д.  | Море Бофорта               | |
| 70°3′ пн. ш. 131°0′ зх. д. / 70.050° пн. ш. 131.000° зх. д.  | Канада                     | Північно-Західні території Юкон Північно-Західні території Юкон Британська Колумбія |
| 56°24′ пн. ш. 131°0′ зх. д. / 56.400° пн. ш. 131.000° зх. д. | США                        | Аляска — проходить через Південно-Східну Аляску і острів Ревільяхіхедо |
| 55°0′ пн. ш. 131°0′ зх. д. / 55.000° пн. ш. 131.000° зх. д.  | Протока Діксон-Ентранс     | Проходить східніше острова Заяс[en], Британська Колумбія, Канада Проходить західніше острова Дандас[en], Британська Колумбія, Канада Проходить західніше острова Стівенс[en], Британська Колумбія, Канада |
| 50°5′ пн. ш. 131°0′ зх. д. / 50.083° пн. ш. 131.000° зх. д.  | Протока Геката             | |
| 52°13′ пн. ш. 131°0′ зх. д. / 52.217° пн. ш. 131.000° зх. д. | Канада                     | Британська Колумбія — проходить через острови Морсбі і Кангіт[en] |
| 52°0′ пн. ш. 131°0′ зх. д. / 52.000° пн. ш. 131.000° зх. д.  | Тихий океан                | Проходить західніше острова Оено, Піткерн |
| 60°0′ пд. ш. 131°0′ зх. д. / 60.000° пд. ш. 131.000° зх. д.  | Південний океан            | |
| 74°21′ пд. ш. 131°0′ зх. д. / 74.350° пд. ш. 131.000° зх. д. | Антарктида                 | Проходить через Землю Мері Берд, на яку жодна країна не претендує |